# Yoav Talmi
Yoav Talmi (Kibutz Merhavia, Mandato Británico de Palestina, 28 de abril de 1943) es un director de orquesta y compositor israelí. En la actualidad, es director titular y artístico de la Orquesta Sinfónica de Quebec. Ha sido también principal director invitado de la Orquesta de Cámara de Tel Aviv.

## Vida
Realizó sus estudios de composición y dirección orquestal en la Academia de música Rubin en Tel Aviv, que continuó posteriormente en la Escuela Juilliard de Nueva York. Recibió el Koussevitzky Memorial Conducting Prize al Mejor Director en el Festival de Tanglewood (1969) y el Rupert's Conductor Competition en Londres (1973). 
Está casado con la flautista Er'ella Talmi, con la que tiene dos hijos. 

## Carrera
A lo largo de su carrera, Talmi ha sido Director Musical de la Orquesta Filarmónica de Arnhem en Holanda (1974-1980), director musical de la Orquesta de Cámara de Israel (1984-1988, 2013-2014) y de la Nueva Ópera de Israel (1984-1988), director musical de la Orquesta Sinfónica de San Diego (1989-1996) y director principal de la Orquesta Sinfónica de Hamburgo (2000-2004).
En Europa, entre otras, orquestas de la talla de la Orquesta Filarmónica de Berlín, Orquesta del Concertgebouw de Ámsterdam, Orquesta Filarmónica de San Petersburgo, Orquesta Filarmónica de Oslo, Orquesta Filarmónica de Estocolmo, Orquesta Filarmónica de Varsovia, Orquesta Sinfónica de Viena, Orquesta Sinfónica de Praga, Orquesta Sinfónica de Hamburgo, así como la Orquesta Nacional de Francia, Orquesta de la Tonhalle de Zúrich, Orquesta de Santa Cecilia de Roma, NHK Symphony de Tokio, Orquesta Sinfónica de Montreal, Orquesta Sinfónica de RTVE, Orquesta Ciudad de Granada, Orquesta Filarmónica de Málaga.
En 2001 fue investido Doctor honoris causa por la Universidad Laval de Quebec.
En marzo de 2008, Yoav Talmi dirigió la Sinfonía n.º 8 "de los mil" de Gustav Mahler con motivo del 400 aniversario de la fundación de la ciudad de Quebec, por esta contribución recibió en agosto de ese mismo año la Medalla de la Ciudad de Quebec.
En julio de 2008 recibió, además, el premio Frank Pelleg por el Ministerio de Cultura de Israel.

## Grabaciones
Talmi ha grabado para las discográficas Chandos, Naxos, Teldec de Alemania, EMI de Londres, Pro-Arte de Estados Unidos, CBC Records de Canadá, Atma y Analekta de Montreal, Decca de Londres.
Entre ellas destacan las que ha realizado de la Novena Sinfonía de Anton Bruckner con la Orquesta Filarmónica de Oslo, por la que ganó el "Grand Prix du Disque" en París; su grabación con la Orquesta Sinfónica de Quebec de French-Show Pieces con el violinista James Ehnes fue elegido "disco del mes" por la revista especializada francesa Repertoire, y "CD de la semana" por la revista Observer Review de Londres (marzo de 2002). Sus grabaciones de Arnold Schönberg y Chaikovski con la Orquesta de Cámara de Israel fue elegida "grabación del mes" por la revista alemana Fono-Forum. Ha grabado también, junto a la Orquesta Sinfónica de San Diego, numerosas obras de Hector Berlioz, para el sello Naxos. Asimismo, Talmi ha realizado grabaciones acompañando al piano a su esposa Er'ella Talmi.